# Albercas de Chapultepec
Se conoce como albercas de Chapultepec a una serie de depósitos usados desde el periodo prehispánico hasta inicios del siglo XX para albergar las aguas de los manantiales del cerro de Chapultepec que sirvieron para dotar de agua potable a la Ciudad de México. Entre los restos, están los llamados Baños de Moctezuma en Chapultepec, que se remodelaron recientemente, y restos de unas albercas coloniales en el Pozo 5 o Manantial Chico de Chapultepec.

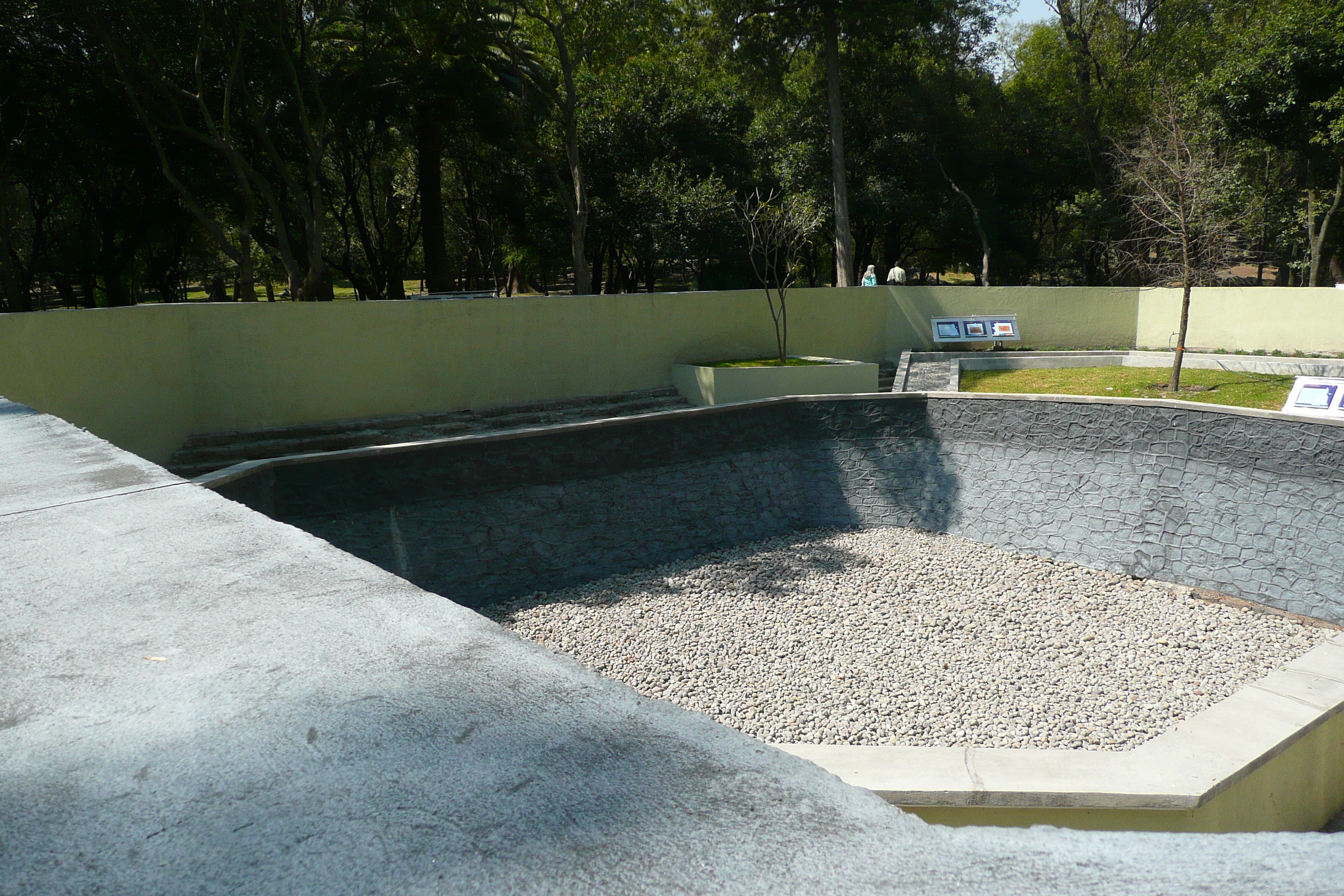
Vista al interior de la Alberca Chica o Baño de Moctezuma, luego de su remodelación en el 2010.

## Historia

### Época Prehispánica
Cuando la ciudad de México-Tenochtitlán empezó a crecer y buscar alternativas para abastecer de agua a sus habitantes, el huey tlatoani tenochca Chimalpopoca solicitó, en 1381, a su abuelo, el huey tlatoani de Azcapotzalco, Tezozomoc, que le permitiera aprovechar las aguas de los manantiales de Chapultepec para abastecer a la población de su ciudad, permiso que se le concedió y por lo cual los tenochcas empezaron a construir el acueducto.
Este acueducto no fue bien realizado por los tenochcas, y fue uno de los motivos de la guerra en la cual México-Tenochtitlan se unió a Texcoco para hacerse de la hegemonía en el valle de México y formar luego la Triple Alianza.
Como la mayoría de los manantiales del cerro de Chapultepec se encontraban al costado sur del cerro, los texcocanos, dirigidos por su huey tlatoani Nezahualcóyotl realizaron en 1466 una serie de obras, entre canales y depósitos, para encauzar las aguas por el Acueducto de Chapultepec. Para esto, construyeron las llamadas albercas, con las cuales tenían la intención de aumentar el nivel y la presión de las aguas en la tubería del acueducto, además de permitir el regadío del Bosque de Chapultepec.
Durante el sitio de la Ciudad de México por los españoles y sus aliados indígenas, Hernán Cortes mandó destruir parte de estas albercas y tomar el sitio que tenía un pequeño pueblo al costado poniente del cerro de Chapultepec, con lo cual dejó sin agua potable a la ciudad.
Tomada la ciudad y determinado a usarla como asiento de la capital de la Nueva España, Hernán Cortés mandó reconstruirlas. Con el tiempo, estas albercas sufrieron una serie de modificaciones, tendientes a aumentar su nivel. Sin embargo, desde 1740, se notó un decremento de los volúmenes de agua, lo que determinó en 1929 que se cerraran por completo.
En la actualidad, una de ellas se reconstruyó, y solo presenta una exposición de esculturas y mapas alusivos. Se le llama popularmente Los Baños de Moctezuma. Al costado oriente del hemiciclo dedicado al Escuadrón 201, se encuentran los restos de algunas de las albercas coloniales, donde incluso se pueden ver restos prehispánicos. Dentro del mismo, se encuentra el Pozo 5 de Chapultepec, dependiente de la Conagua.
En su auge, las albercas se usaron no sólo para el agua potable, ya que concesiones a particulares permitieron la construcción de albercas privadas para el servicio de regadío e incluso el de baños públicos (en realidad, era una alberca publica abierta a cambio de un pago por el uso).

## Descripción

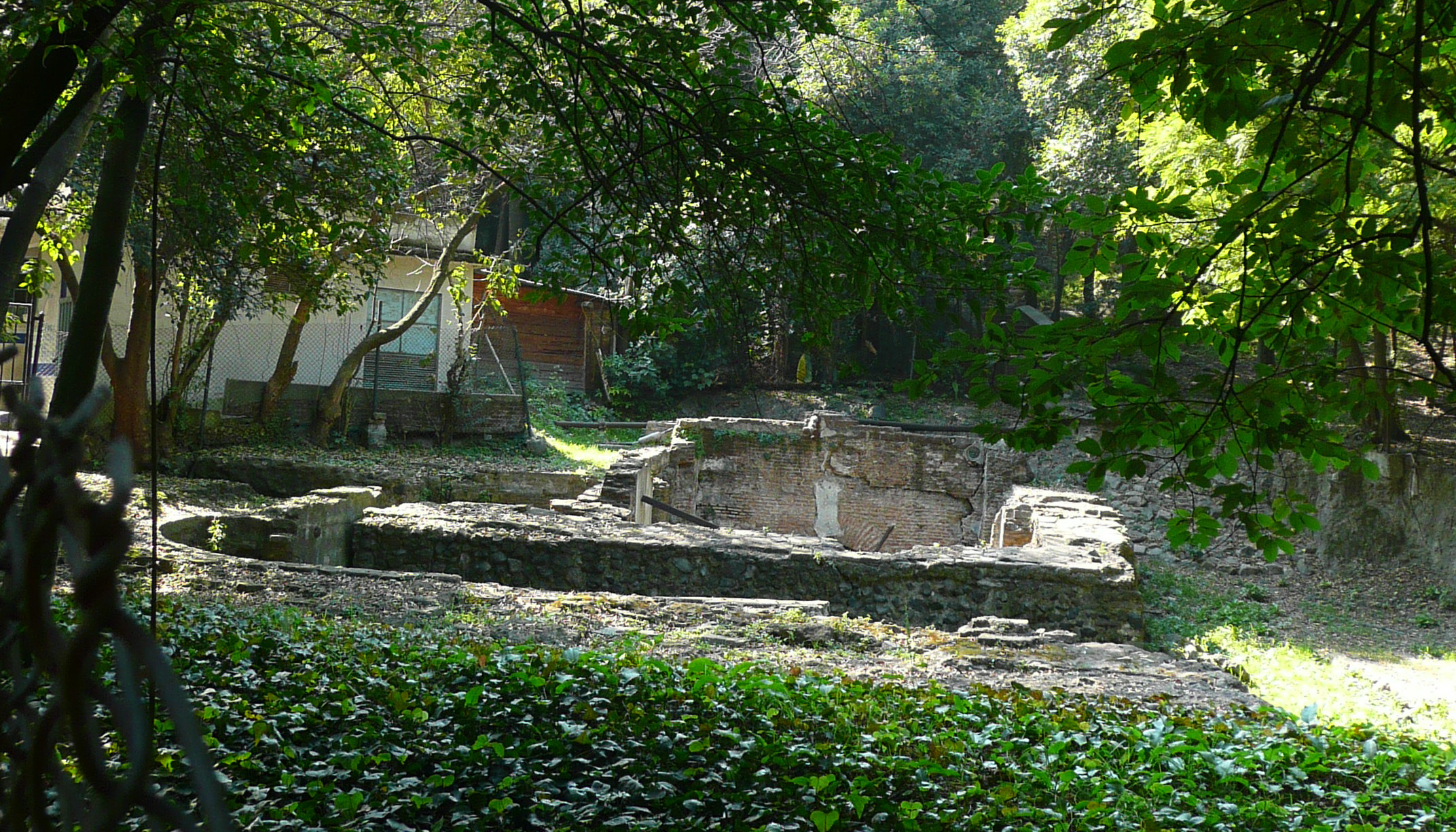
Restos de albercas, con características prehispánicas, coloniales y modernas, al lado del pozo 5 o Manantial Chico de Chapultepec.

Las llamadas albercas se hicieron de mampostería y de cal. De las varias que existieron, solo se tiene información de tres de ellas, las cuales tenían los siguientes nombres:
- Alberca Grande o Alberca de los Llorones
- Alberca de los Nadadores
- Alberca Chica o Alberca de Moctezuma (los Baños de Moctezuma)

La Alberca Grande, situada en lo que hoy sería la barda limítrofe entre el bosque y la avenida de los Constituyentes, tenía forma rectangular, con 17.47 metros de largo y 1.39 metros de ancho, con una profundidad de 2.67 metros o de 12 metros de profundidad. Servía para el regadío en la zona de Tacubaya y pertenecía al Conde de Peñasco.
La Alberca de los Nadadores era aún más extensa, pero de menor profundidad. Se hallaba más al oriente, y fue la primera alberca pública o balneario de la Ciudad de México.
La Alberca Chica o Alberca de Moctezuma era la de mayor altura con respecto a la Ciudad de México y es muy probable que la más antigua. De esta partían las cañerías para los acueductos, y por ello fue la única de la cual se saben los años de su remodelación (1548, 1571, 1714 y 1870), gracias a una serie de lápidas en un cuarto de bombas situado a su costado para dar servicio al Castillo de Chapultepec. Estas reconstrucciones hicieron que la alberca fuera cada vez más reducida y alta. Esta alberca fue estudiada en  1974 por los arqueólogos Rubén Cabrera, María Antonieta Cervantes y Felipe Solís, quienes encontraron seis cajas, una dentro de otra. La más antigua, que estaba muy destruida, tenía unos 15 m de largo y era cuadrada con esquinas redondeadas,by en la cuarta se encuentran restos de ladrillo cocido, fechada en 1870. Con las quinta y sexta se encuentra el uso de cemento. Es esta última la que se podía ver antes de su reconstrucción en 2010; tenía 5.70 metros por lado, techo de concreto y vidrios, una escalera de fierro; a su entrada, que miraba al sur, estaba el cuarto de bombas.

## Controversias y leyendas
Existe una creencia popular que dice que estas albercas eran los baños de Moctezuma, en donde el huey tlatoani nadaba y se limpiaba. También, se cree que otros personajes, como el emperador Maximiliano, las usaban para nadar, lo cual sería desde todo punto poco higiénico, y además están las prohibiciones que varios gobernantes impusieron al uso de esas aguas para el baño. Si se encontraban en las instalaciones del acueducto y las albercas, en último caso lo más probable es que se usaran las otras albercas que se usaban para regadío.